# Thorsten Nordenfelt

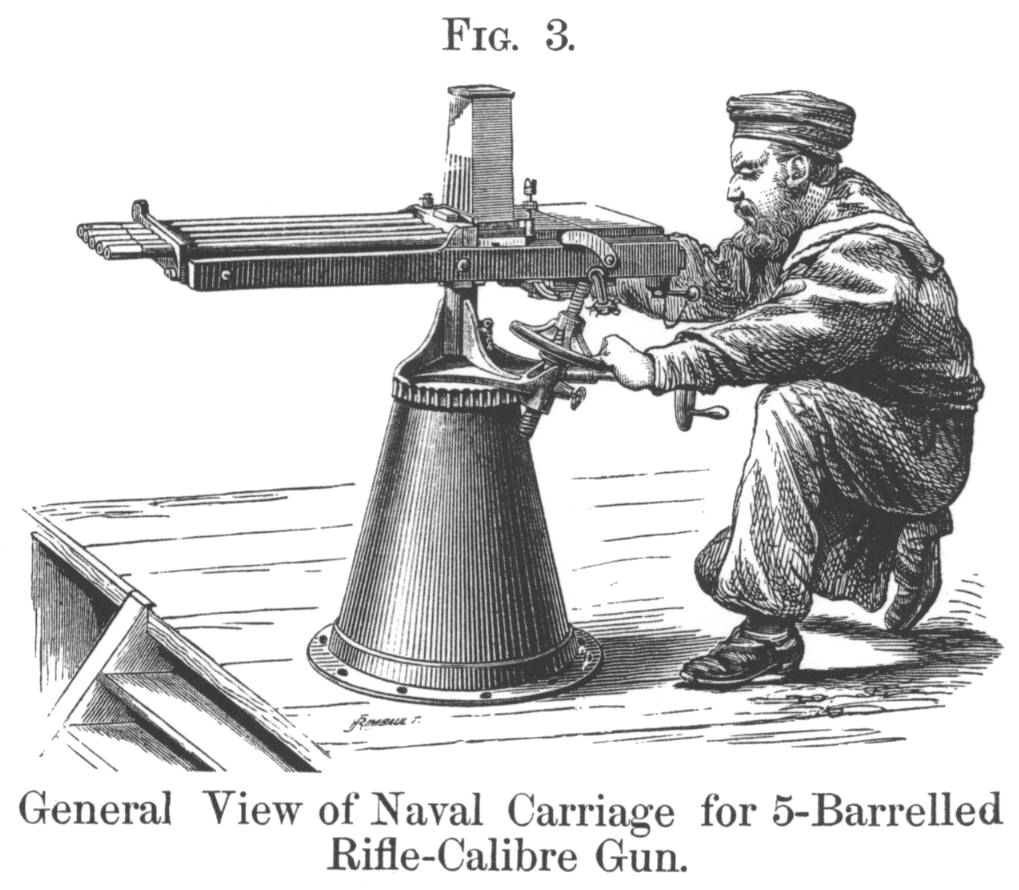
Nordenfelt machinegeweer

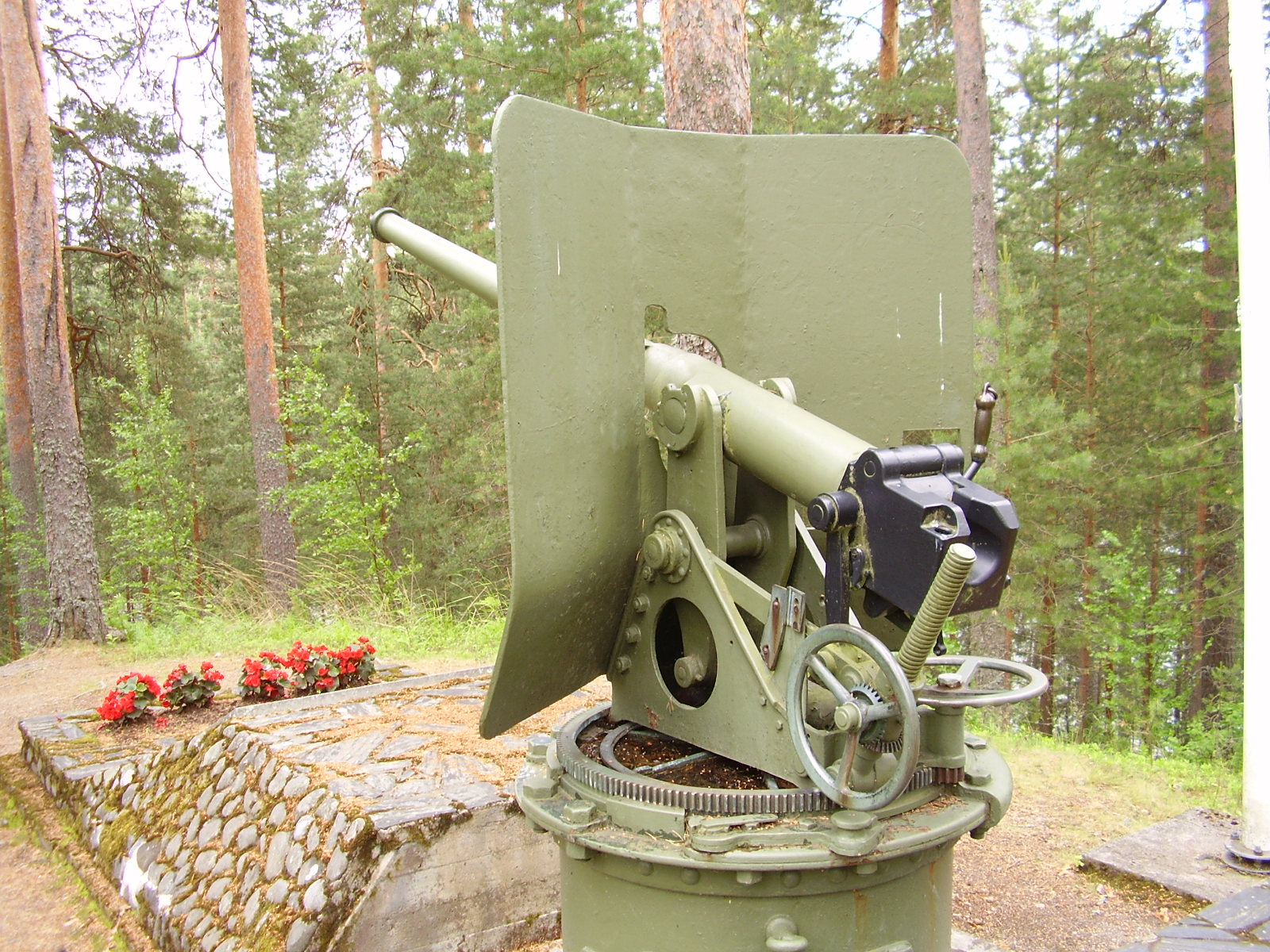
Nordenfelt 6 ponder snelvuurkanon

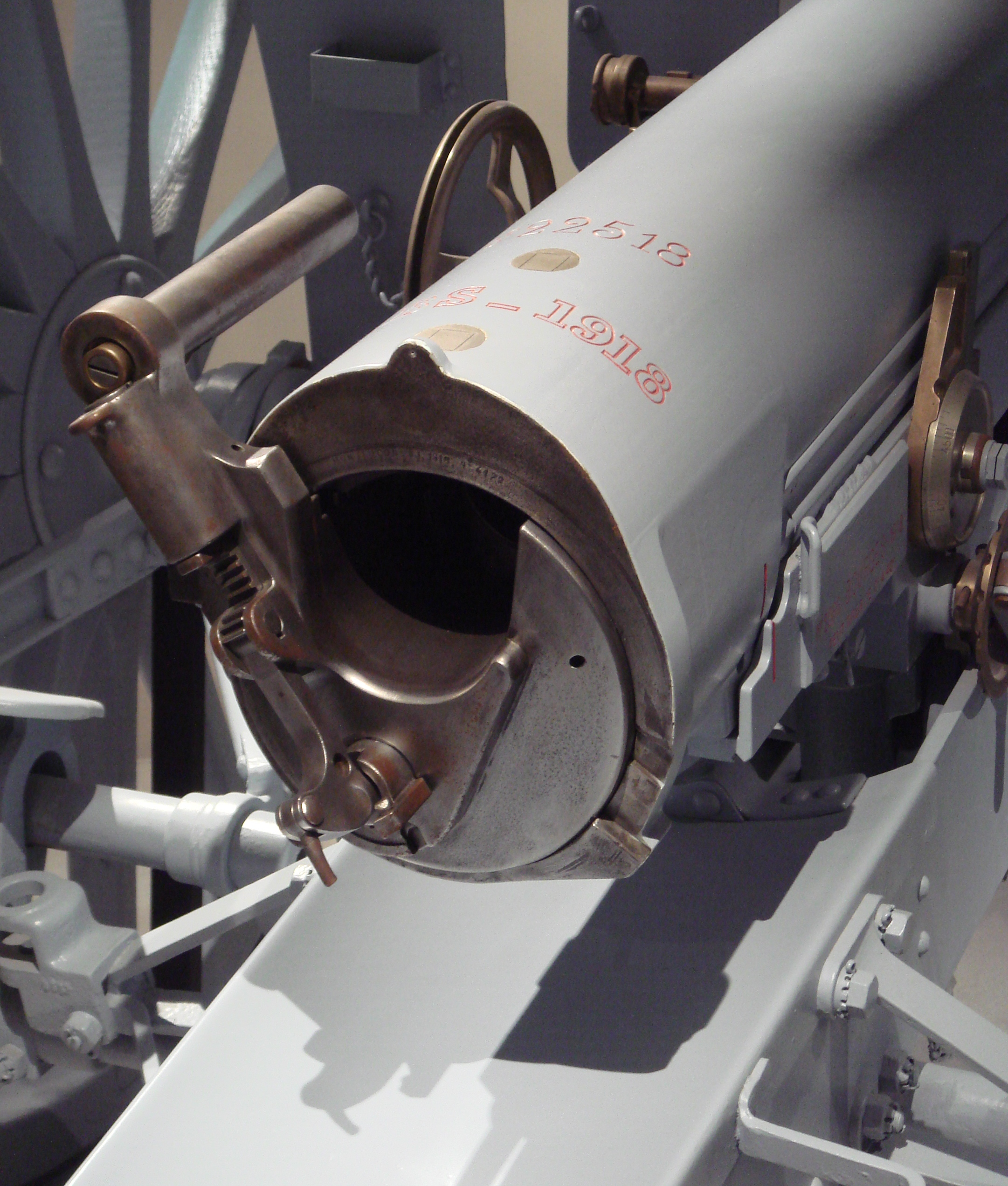
Sluitstuk voor een Frans 75mm-kanon

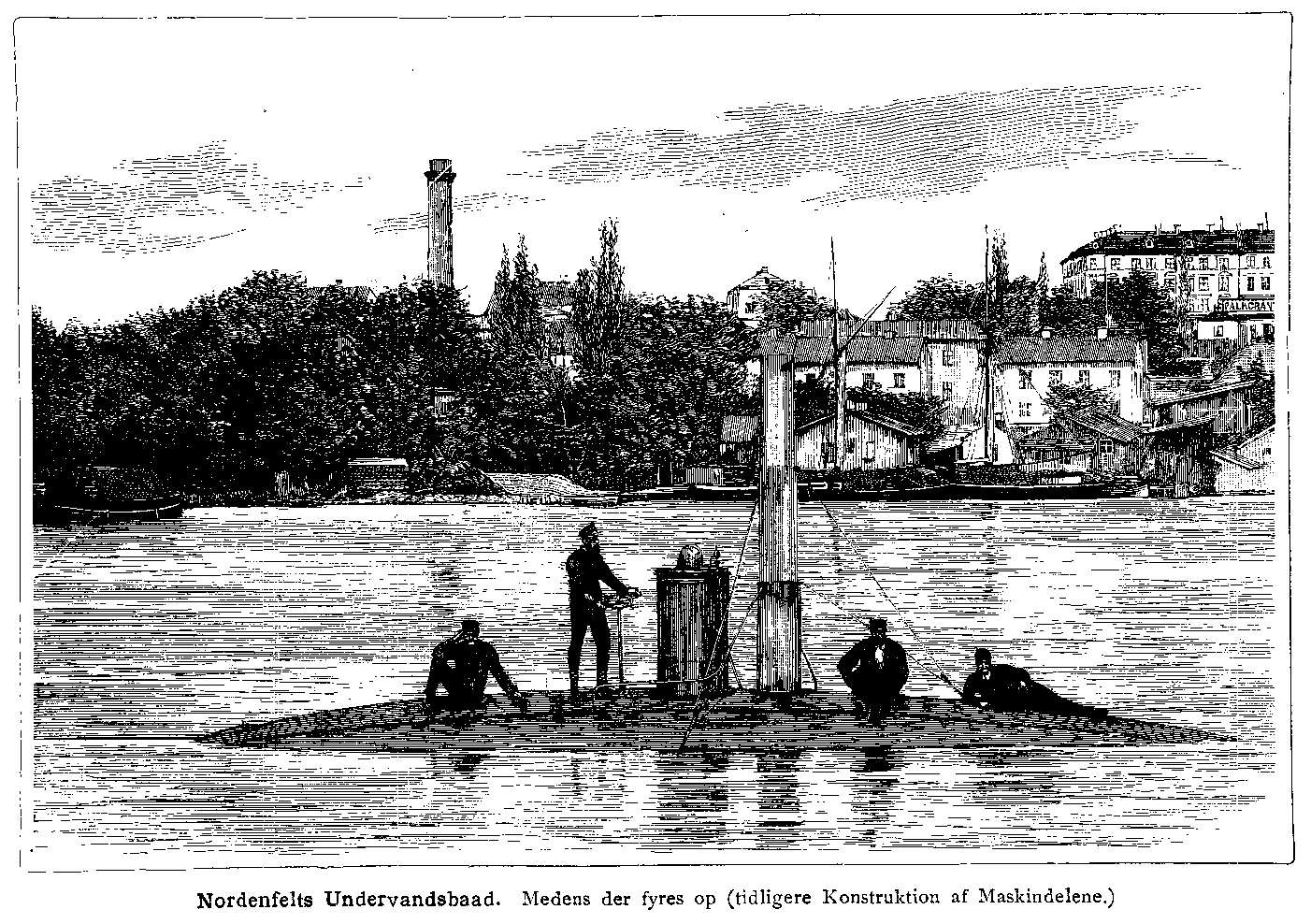
Tekening van de Nordenfelt I onderzeeër

Thorsten Nordenfelt (Örby, 1 maart 1842 – Stockholm, 8 februari 1920) was een Zweedse uitvinder en industrieel.

## Carrière
Nordenfelt werd geboren in Örby, nu onderdeel van de plaats Kinna in het zuiden van Zweden. Zijn vader was kolonel en hij had negen broers en zussen. De achternaam was en wordt vaak gespeld als Nordenfeldt, hoewel Thorsten en zijn broers altijd Nordenfelt gebruikten. De volkstelling van 1881 toont de naam als Nordenfelt.
Na zijn studie in Lund, ging hij werken voor de staatsspoorwegmaatschappij. Tussen 1862 vertrok hij naar Londen om daar met zijn neef te werken als vertegenwoordiger voor een Zweeds bedrijf. Ze verkochten vooral staal en ijzer aan Engelse bedrijven. In 1866 ging hij terug naar Zweden en hij werd vertegenwoordiger bij Lommitz & Co. Hij verkocht machines voor de textielindustrie, maar door zijn contacten met ijzer- en staalbedrijven bemiddelde hij ook bij de verkoop van materieel aan de spoorwegen. Dit ging zo goed dat hij samen met zijn collega van Lommitz een eigen bedrijf oprichtte, Tidén, Nordenfelt & Co. Omstreeks 1867 emigreerde hij naar Engeland na zijn huwelijk met Emma Stansfeld Grundy. 

### Machinegeweren
Hij kwam in de jaren zeventig in contact met Helge Palmcrantz (1842-1880). Palmcrantz had een machinegeweer ontwikkeld, maar het ontbrak hem aan middelen om het grootschalig te produceren. In 1875 tekenden de twee een contract, Palmcrantz leverde het ontwerp en Nordenfelt zorgde voor de financiering. De wapens kwamen onder de naam Nordenfelt op de markt. In Londen kwam een onderzoeksafdeling voor de verbetering maar later ook voor de ontwikkeling van nieuwe wapens. De verkopen liepen succesvol en er kwamen fabrieken in Zweden en Spanje om aan de vraag te voldoen. In 1885 richtte hij de Nordenfelt Guns and Ammunition Company op extra kapitaal aan te trekken voor de verdere uitbouw van zijn wapenactiviteiten. Nordenfelt kreeg een goede reputatie als wapenleverancier. Zijn bedrijf was vooruitstrevend en kreeg veel patenten op uiteenlopende voorwerpen waaronder afstandsmeters, bepantsering, torpedo’s, onderzeeërs en naaimachines. Zijn bedrijf ontwierp ook een reeks kanonnen als verdediging tegen torpedoboten. De wapens hadden een kaliber van 37mm tot  57mm.

### Onderzeeboten
Medio jaren tachtig werd hij actief op het gebied van onderzeeboten. Hij was in contact gekomen met de Engelse dominee George Garrett die een met stoom aangedreven onderzeeër had gebouwd, de Resurgam. Samen bouwden zij de Nordenfelt I, deze had een waterverplaatsing van 56 ton en was 19,5 meter lang. De bewapening bestond uit een torpedo en een 25,4mm-machinegeweer. Het werd gebouwd in Stockholm in 1884–1885. Aan de oppervlakte werd het aangedreven door een stoommachine, maar onder water kon deze machine niet meer functioneren. De onderzeeër werd gekocht door de Griekse regering en afgeleverd bij de marinebasis van Salamisin in 1886. Na de acceptatietests werd ze nooit meer gebruikt en in 1901 werd ze werd gesloopt.
Nordenfelt bouwde vervolgens twee onderzeeboten voor de Ottomaanse marine. De Nordenfelt II (Abdül Hamid) werd in 1886 afgeleverd en was in 1888 de eerste onderzeeër die een torpedo afvuurde onder water. In 1887 werd de Nordenfelt IV te water gelaten, uitgerust met twee motoren en twee torpedo's. De Russische Keizerlijke Marine kocht de boot, maar op reis naar Rusland liep het aan de grond bij Jutland. De Russen weigerden te betalen en het werd gesloopt.

### Faillissement
De laatste onderzeeboot leidde tot een groot financieel verlies. Om zijn scheepswerf te redden moest hij samenwerken met de Barrow Ship Building Company. De Naval Construction en Armament Company werd opgericht, met Nordenfelt als mede-eigenaar en bestuursvoorzitter. In 1897 nam Vickers & Sons de Naval Construction and Armaments Company over, inclusief de dochteronderneming Maxim Nordenfelt Guns and Ammunition Company, en ging verder als Vickers, Sons and Maxim, Limited.
Met de verkoop van machinegeweren ging het ook minder goed. De Amerikaanse wapenontwerper Hiram Maxim was naar Londen verhuisd en had daar de Maxim Gun Company opgericht. Maxim had een beter ontwerp en Nordenfelt verloor klanten. Onder druk van de bankiersfamilie Rothschild en Vickers fuseerde zijn bedrijf in 1888 met die van Maxim om samen de Maxim Nordenfelt Guns and Ammunition Company te vormen. Nordenfelt en Maxim werden allebei bestuursvoorzitter. Na een persoonlijk faillissement werd Nordenfelt in 1890 gedwongen zijn aandeel in Maxim-Nordenfelt te verkopen. 
Hij verliet Engeland en verhuisde naar Frankrijk. Hier richtte hij met zijn neef een nieuw bedrijf op, Société Nordenfelt. Hij ontwierp de schroefsluiting voor het Franse 75mm-kanon. Zijn oude bedrijf Maxim-Nordenfelt, meende dat Nordenfelt zijn concurrentiebeding had doorbroken waarop een rechtszaak volgde. Nordenfelt verloor de rechtszaak en verkocht zijn belang aan zijn neef.
In 1898 keerde hij terug naar Zweden en ging met pensioen.